# Leverlåda

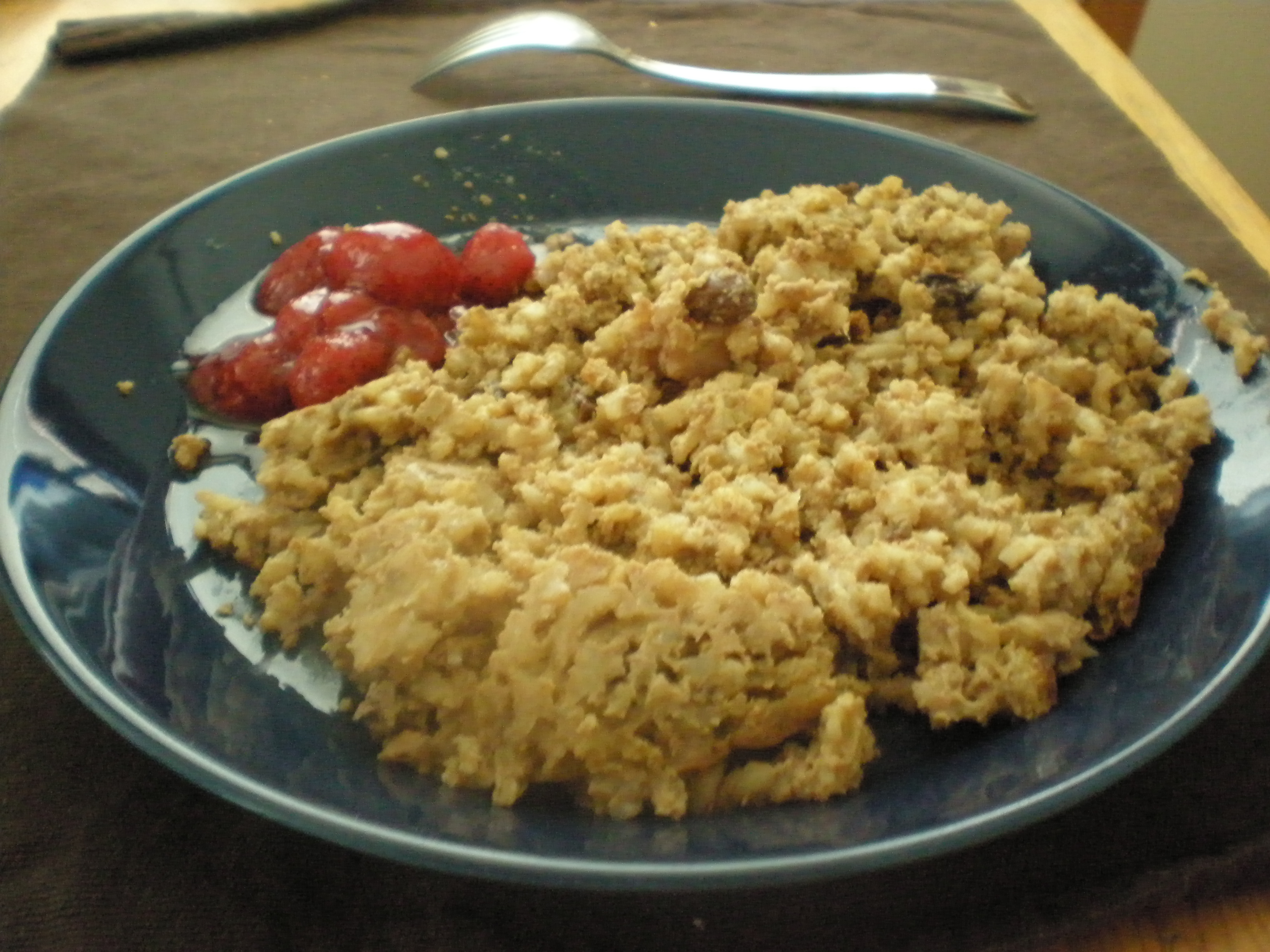
Finsk leverlåda.

Leverlåda (finska maksalaatikko) är en finländsk maträtt som vanligtvis äts till vardags, men som också förknippas med julen.
Rätten består av mald ungnötslever och en gröt gjord på ris och russin. Många lokala variationer, med exempelvis stekt lök förekommer. Ingredienserna blandas och gräddas sedan i ugnen under en längre tid, på låg temperatur i en så kallad "låda" (ugnsform), till dess blandningen fått en gyllenbrun färg. Som tillbehör till maträtten brukar man ofta servera lingonsylt.